# Карлуш
Ка́рлуш (порт. Carlos, МФА: [ˈkaɾ.ɫuʃ]) — чоловіче особове ім'я. Використовується в Португалії. Походить від германського імені Карл (нім. Karl, «міцний»). Латинська форма — Кароль (лат. Carolus). Старопортугальською — Карлос (ст.-порт. João). Інші форми — Карлос (в іспаномовних країнах), Карл (в німецькомовних країнах), Чарльз (в англомовних країнах).

## Особи

### Карлуш Португальський
- Карлуш I — король Португалії (1889—1908).
- Карлуш — інфант (1520—1521).

### Духівництво
- Карлуш Белу — єпископ.

### Політики
- Аделіну да Палма Карлуш — португальський політик.
- Карлуш Вейга — прем'єр-міністр Кабо-Верде.
- Карлуш Коррейя — прем'єр-міністр Гвінеї-Бісау.
- Жорже Карлуш Фонсека — політик Кабо-Верде.
- Карлуш Гоміш Жуніор — політичний діяч Гвінеї-Бісау.

### Спортсмени
- Карлуш Мануел — португальський футболіст.
- Карлуш Мане — португальський футболіст.
- Карлуш Кейруш — португальський футбольний тренер.
- Карлуш Лопіш — португальський легкоатлет, олімпійський чемпіон.
- Карлуш Карвальял — португальський футболіст.
- Жуан Карлуш Тейшейра — португальський футболіст.
- Карлуш Секретаріу — португальський футболіст.
- Карлуш Мартінш — португальський футболіст.

### Інші
- Карлуш Моедаш — португальський інженер, економіст, банкір.